# Магешвари, Панчанам
Панчанам Магешвари (англ. Panchanan Maheshwari; хинди. पंचानन माहेश्वरी; 9 ноября 1904, Джайпур — 18 мая 1966, Дели) — индийский биолог, ботаник.
Родился в семье суперинтенданта медицинского колледжа, был единственным ребёнком в семье, дожившим до взрослого возраста. Ботаникой заинтересовался ещё в детстве, несмотря на желание отца сделать из него врача. Окончил христианский колледж Ивинга в Аллахабаде, затем учился в университетах этого города, Агры и Лакхнау.
В 1939 году стал профессором университета Дакки, в 1945 году на два года уехал работать в Гарвардский университет, в 1949 году занял профессорскую должность в Дели. Стал основателем Международного общества морфологов растений, а также журнала «Phytomorphology», созданного им в 1951 году. Был избран иностранным членом Американской академии искусств и наук, а в 1965 году стал членом Лондонского Королевского общества.
Основные научные его работы посвящены экспериментальной эмбриологии, культуре растительных тканей и сравнительной эмбриологии покрытосеменных и голосеменных растений: в частности, занимался изучением одновременно представителей 82 семейств растений. Также изучал историю ботаники в Индии. Наиболее известная его работа — «Эмбриология паразитических растений», переведённая на русский язык.